# Vertakte paardenstaart
De vertakte paardenstaart (Equisetum ramosissimum) is een vaste plant die behoort tot de paardenstaartfamilie (Equisetaceae). De plant komt van nature voor in Eurazië en Noord-Afrika. In Nederland komt de plant voor op zandige plaatsen langs de rivieren. De soort staat op de Nederlandse Rode lijst van planten als zeer zeldzaam, maar stabiel in aantal of in aantal toegenomen. De plant heeft 2n = 216 chromosomen.
De plant wordt 30–70 cm hoog en vormt wortelstokken met harige scheden. Alleen de alleenstaande stengels zijn vertakt. De grijsgroene, iets ruwe, liggende tot rechtopstaande, holle stengels zijn als ze alleen staan tot 9 mm dik en wanneer ze in bundels voorkomen tot 4 mm. De centrale stengelholte is de helft tot twee derde van de stengeldikte. De halfronde stengelribben met dwarsgeplaatste kiezelknobbels hebben aan weerszijden een enkele rij huidmondjes, die als witte stipjes zichtbaar zijn. De in kransen staande bladeren bestaan uit kleine schubben, waarbij de bladscheden grotendeels met elkaar vergroeid zijn tot een stengelschede. De tot 2 cm lange, groene stengelscheden hebben soms onduidelijke bruinachtige banden. De smal driehoekige en hoger op de stengel priemvormige, dunvliezige, gekronkelde tanden vallen al vroeg af.
In mei tot augustus verschijnen er sporenaren op de top van de stengels. De spitse aren zijn tot 2,5 cm lang en als ze rijp zijn verdrogen ze en vallen daarna af. De aar bestaat uit sporangioforen. Aan de onderkant van de schildvormige sporangiofoor zitten vijftien tot twintig zakvormige sporangiën waarin de sporen zich bevinden.

## Namen in andere talen
- Duits: Ästiger Schachtelhalm
- Engels: Branched Horsetail, Boston Horsetail
- Frans: Prêle rameuse